# Мырза-Арык
Мырза-Арык (кирг. Мырза-Арык) — село в Узгенском районе Ошской области Кыргызстана. Входит в состав Кароолского аильного округа. Код СОАТЕ — 41706  255 832 03 0

## Население
По данным переписи 2023 года, в селе проживало 7 438 человек.